# کاما ماسامپو
کاما ماسامپو (انگلیسی: Kama Massampu؛ زادهٔ ۲۶ دسامبر ۱۹۹۱) بازیکن فوتبال اهل فرانسه است.
از باشگاه‌هایی که در آن بازی کرده‌است می‌توان به باشگاه فوتبال والنسین اشاره کرد.